# Torrecilla de Nerja
La Torrecilla se encuentra en Nerja, (provincia de Málaga, Andalucía, España). Es Bien de Interés Cultural desde 1993.

## Descripción
Sus restos están situados en una punta rocosa junto a la playa de la Torrecilla. A pesar del urbanismo de la zona y de la escasez de sus restos, estos son visibles desde la playa. La zona circundante está abandonada.
A pesar de los problemas existentes para determinar su existencia, para muchos ya desaparecida, puede defenderse su supervivencia a través de estas ruinas. La torre de Nerja se considera herencia del sistema de vigilancia nazarí (S: XIII-XV), manteniéndose en pie hasta el siglo XVIII; a partir de entonces debió ser reemplazada por una torre de mayores dimensiones, quizás de planta de herradura, dada la envergadura de los restos visibles.
No es posible actualmente determinar medidas ni descripciones, aunque de ser de forma de herradura no diferiría de las existentes en la Cala del Moral o la llamada Lance de las Cañas.